# Malvasia di Bosa liquoroso secco
Il Malvasia di Bosa liquoroso secco è un vino DOC la cui produzione è consentita nel territorio dei seguenti Comuni: Bosa, Suni, Tinnura, Flussio, Magomadas, Tresnuraghes, Modolo in provincia di Oristano.

## Caratteristiche organolettiche
- colore: dal giallo paglierino al dorato.
- odore: all'odore e al sapore una maggiore finezza e un più spiccato aroma del vino base
- sapore: spiccato aroma

## Produzione
Provincia, stagione, volume in ettolitri
- nessun dato disponibile